# Tjatjiv
Tjatjiv (ukrainsk: Тячів; rusinsk: Тячово; ungarsk: Técső; jiddisch: טעטש}) er en by der ligger ved Tisza-floden i Zakarpatska oblast (region) i det vestlige Ukraine. Det er det administrative centrum for Tjatjiv rajon (distrikt).
Byen har 8.887 (2022) indbyggere.

## Historie
Byen nævnt første gang som Tecu i år 1211. Senere, i 1333 som Thecho', i 1334 Teucev, i 1335 Theuchev. Byen blev grundlagt af saksiske og ungarske kolonister i anden halvdel af 1200-tallet. Indtil 1920 var den som en del af Máramaros amt en del af Kongeriget Ungarn. I 1939 blev byen efter annekteringen af hele Karpato-Rutenia (no) igen en del af Kongeriget Ungarn (1920-1946) indtil slutningen af Anden Verdenskrig.